# 普賢寺 (香山郡)
普賢寺（ふげんじ、ポヒョンサ）は、 北朝鮮、朝鮮民主主義人民共和国平安北道香山郡の名山・妙香山に存在する仏教寺院。朝鮮民主主義人民共和国の国宝（en:National Treasures of North Korea）40号になっている。

## 歴史

### 高麗朝時代
968年（高麗光宗19年）に探密大師によって安心寺として創建された。982年（成宗元年）に探密大師の猶子宏廓大師が新建して大刹となり、普賢寺と命名した。
1098年（高麗粛宗元年）に達宝大師が重創した。1361年（恭愍王10年）に智円大師が3度目の重創を行った。

### 李氏朝鮮時代
佛教を保護した高麗朝が1392年に滅亡し、儒教を国教とした李氏朝鮮の太宗による1407年（太宗7年）の廃仏政策による仏教弾圧の際、存続を許された88寺院の中に普賢寺の名前はなく、廃寺になったようである。 世宗による1424年（世宗6年）の仏教弾圧の際も、存続を許された36寺院の中に普賢寺の名前はなく、引き続き廃寺のままだったようである。
しかし1449年（李氏朝鮮世宗31年）に海正大師が4度目の重創を行った記録がある。
1634年（仁祖12年）に火災にあい、1644年（仁祖22年）に虚白大師が5度目の重創を行った。1761年（英祖37年）に火災にあい、南坡大師と香岳大師が翌年に6度目の重創を行った。

### 日本統治時代
日本統治時代の1911年、寺刹令施行規則（7月8日付）によって、朝鮮三十本山（1924年以降は朝鮮三十一本山）に指定された。

### 朝鮮民主主義人民共和国建国後
1948年9月9日の朝鮮民主主義人民共和国建国後、1950年6月25日に朝鮮戦争が勃発した後、戦時中に主要建物を含める寺院の半分が国連軍を構成していたアメリカ軍の爆撃等で破壊されたが、その後北朝鮮国家の仏教組織の朝鮮仏教徒連盟によって再建されたという。